# 1992年花蓮縣立法委員選舉集體作票事件

第二屆立法院委員席次分布圖
民主進步黨（51）
無黨籍（14）
中華社會民主黨（1）
中國國民黨（95）

1992年花蓮縣立法委員選舉集體作票事件，是臺灣於1992年舉行的第二屆立法委員選舉過程中，中國國民黨籍花蓮縣立委參選人魏木村和他的弟弟國民黨籍花蓮縣議員魏東河等人集體涉入為魏木村作票的事件。其作票的方法是將空白選票蓋章後暗中投入票箱，以致開票數多於領票數，多出的736張幽靈選票使黃信介以62票落後，魏家兄弟因此遭判刑，創中國國民黨候選人作票遭判刑入獄且當選無效的歷史首例。

## 事件經過

### 選戰
花蓮縣第二屆立法委員選舉，民主進步黨徵召前民進黨主席黃信介（戒嚴時期的1969年增額立法委員選舉即已曾當選為立法委員）以「元帥東征」為口號，前往花蓮縣參戰，為民進黨到「後山」開疆闢土，之前民進黨未曾在花蓮當選中央民意代表。國民黨提名謝深山、報准花蓮市長魏木村、鍾利德3人，共有8人參選，角逐2席立委，競爭十分激烈。黃信介陣營成功的文宣攻勢配合黃信介本身的高知名度與傳奇性、加上民進黨民主菁英在花蓮演講造勢活動，成功拉抬黃信介聲勢。黃信介被看好與國民黨謝深山共同出線。

### 開票、抗爭
開票結果，國民黨謝深山得46527票、魏木村得26667票、黃信介以26605票輸給魏木村62票。黃信介競選總部接獲國民黨「作票」線索，黃信介的競選總幹事王兆釧認為「一定有問題」，當天晚上決定到花蓮地檢署、縣選委會抗議要求驗票。晚間支持者在花蓮林森路聚集，黃信介現身呼籲民眾要理性抗爭，以演講和唱歌的方式表達訴求，王兆釧帶領上千名支持者於10點左右出發，一路號召民眾來到花蓮縣選委，花蓮縣政府在10點半左右被群眾包圍，黃信介、王兆釧隔著蛇龍與拒馬與花蓮縣警察局長張四良協商。縣選委會官員不敢作任何決定，告訴黃信介必須先徵求檢察官同意，黃信介和幾千名支持者轉至地檢署。當時地檢署只有兩名年輕檢察官洪政和與賴慶祥，兩名檢察官認為那應該是縣選委會職責決定是否重新驗票，黃信介與檢察官賴慶祥等人進入縣府內溝通。黃信介和數千名支持者，數次來回縣選委會和地檢署。國民黨作票傳聞傳遍全台各地，花蓮一夜沸騰。
隔天（12月20日），民進黨主席許信良、秘書長江鵬堅、張俊宏、施明德都到花蓮，民進黨要求面驗票，但檢察官只同意驗有問題的票匭。經過激烈爭論之後，雙方達成共識，民進黨決定先查驗花蓮市長魏木村的大本營花蓮市的54個投開票所。

### 驗票
投票後三天，12月22日上午9點，上千群眾隔著拒馬與500多名警力對峙，花蓮市公所驗票場內與場外氣氛緊張。洪政和檢察官決定把整個驗票過程開放給媒體採訪，民進黨的律師江鵬堅、總幹事王兆釧、省議員邱茂男等人負責與六名檢察官協商驗票，每一組的驗票人員都包含了各候選人的代表，在花蓮市公所一天一夜，不眠不休「馬拉松」式驗票。省議員邱茂男首先懷疑名冊上選民的手印是偽造，民進黨二位黨員林振利、王燕美發覺第10、11投票所有問題，有效票、無效票的清點上沒問題，但清點選舉人名冊上的投票人數時，發現第11投開票所的「有效票」比「投票人數」多出43張，第10投開票所也多了79張「幽靈選票」。最後統計全花蓮市54處投開票所其中的12個投開票所一共多出736張「幽靈選票」，國民黨作票案震驚全台。
持續五天理性和平的抗爭過程中，沒有發生警民衝突，也無人受傷。

### 偵查
花蓮地方法院檢察署主任檢察官蔡清祥展開偵辦，查出有多位選務人員趁著其他監票人員不注意時，將預藏的選票投入票匭。其中有人是趁中午人少時的空檔，持空白選票躲進廁所蓋章（供詞還提到因緊張蓋錯人），再將選票夾帶在報紙中，假裝要去把票匭壓緊一點，藉機把夾在報紙裡的選票丟進去。
偵辦該案的洪政和檢察官記述：「魏東河事先買通投票日將擔任投開票所工作人員的花蓮市公所職員和清潔隊員工十餘人，多次聚會研究做票方式及作票時機，利用投票日中午民眾較少、較容易下手時段，私拿選票通通蓋給魏木村，再將之投入票匭，配合開票時無人清點投票名冊上領票人數之盲點，掩飾其作票勾當，達成使魏木村當選之目的。」魏東河、時任花蓮市公所民政課長黃○○及兵役課長葛○○等3人於1993年1月11日遭逮捕。

### 偵結、起訴、判刑
1993年3月8日檢方偵結，花蓮市長魏木村、胞弟魏東河等27人被起訴，其中有6名投開票所的主任管供稱替魏木村作票。法院宣判花蓮市8處投開票所選舉無效，在729張「幽靈選票」中，共有534張查明是投給國民黨魏木村，魏木村的得票數扣除534張後，黃信介成為第二高票，由縣選委會呈報中央選舉委員會，最後以政黨協商的「政治手段」解決，再由中央選舉委員會補公告黃信介當選，並未重選。
整起作票案耗時個4月調查，動員數千選務人員及警力。此外，魏東河不只幫哥哥魏木村作票也涉嫌在此選舉中幫魏木村賄選，魏木村妻陳麗華及受賄之民眾10人亦因賄選案被起訴。經三審判決確定，花蓮市長魏木村被判一年，弟弟縣議員魏東河被判刑兩年十個月，兩人於1998年入獄服刑。

## 後續
花蓮地檢署檢察官洪政和與賴慶祥並沒有因為偵辦此重大案件得到檢察體系的肯定；相反地，他們卻因為偵辦作票案而累積太多其他案件，反而被法務部懲處。經過這一案件後，就不再見國民黨如此赤裸裸的作票。